# Spartan race
A Spartan Race egy akadályverseny-sorozat, mely különböző távolságú és nehézségi szintű versenyekből áll, 5 km-től egészen a maratoni távokig.
Az első verseny 2010-ben volt Amerikában. Napjainkban évente több mint 2500 Spartan Race esemény kerül megrendezésre, világszerte 42 országban, köztük Magyarországon is.
Három fő versenytípusa a Spartan Sprint, a Spartan Super és a Spartan Beast. Legextrémebb kihívása a 60 órás Spartan Agoge, míg gyerekeknek a Spartan Kids versenyeket rendezik meg.

## Története
A Spartan Race elődje egy extrém, 48 órás állóképességi verseny, a Death Race, azaz Halálfutam volt. Ennek egyik társalapítója, Joe De Sena azért alkotta meg a Spartan Race-t, hogy legyen egy szélesebb közönség számára is befogadható és teljesíthető állóképességi verseny.
Az első Spartan Race eseményt 2010-ben a Vermont állambeli Willistonban rendezték meg, a Catamount Outdoor Center nevű üdülőtelepen. Kb. 500-an vettek részt az akadályversenyen, minden célba érő medált kapott, és a legjobban teljesítő sportolók díjakat is átvehettek.
2013-ban a Reebok sporteszközgyártó vállalat lett a névadó szponzor, így a versenyeket átnevezték „Rebook Spartan Race”-re. 2015-ben jött létre egy új versenytípus, a télen 48, nyáron 60 órás Spartan Agoge, amely mind közül a legnehezebb megpróbáltatás.
Megalapítása óta a Spartan Race folyamatosan egyre népszerűbb: ma már franchise formájában a világ számos országában rendeznek versenyeket, például Kanadában, Dél-Koreában, Ausztráliában és több európai országban, beleértve Magyarországot is.

## A Spartan Race Magyarországon
A Spartan Race Magyarországon 2014-ben indult, az első versenyt április 26-án Eplényben rendezték meg. A 18 akadályos versenyre 14 ország több mint 1600 sportolója nevezett a különböző kategóriákban. A legjobb elit magyar Kovács Zsolt és Kempelen Zita lett.
Magyarország a Spartan Közép-európai Régióhoz tartozik (Szlovákiával, Csehországgal és Lengyelországgal közösen), és az országban évente három kétnapos verseny hétvége van.

### Spartan versenytípusok
Sprint: 5 km-es táv, legalább 20 akadállyal. Ez a legrövidebb a három fő verseny közül.
Super: 10 km-es táv, legalább 25 akadállyal, miközben a terep egyre nehezedik.
Beast: 21 km-es táv, legalább 30 akadállyal. Ez a legnehezebb a három fő verseny közül.
Akik egy naptári éven belül teljesítik mindhárom versenytípust (Sprint, Super és Beast), azok jogosultak az úgynevezett Trifecta éremre.
Ultra: 50 km-es táv, legalább 60 akadállyal.
Hurricane Heat: Ez a verseny nem egyének, hanem csapatok között folyik, nincsenek kötelező chipes időmérők vagy egyéni rajtszámok. Minden egyes Hurricane Heat eltérő távon történik, időtartama 3-4 óra. Létezik 12, illetve 24 órás változata is.
Agoge: 48 órás (téli) vagy 60 órás (nyári) verseny, a Spartan Race legnehezebb típusa. Akár több mint 100 km futás és menetelés nehéz terepen, több ezer méter szintkülönbséggel, 15 kg-os hátizsákkal, az időjárás viszontagságainak kitéve, gyakran alvás nélkül.
Stadion: 5 km-es táv, legalább 20 akadállyal. Ezeket a versenyeket a világ leghíresebb stadionjaiban rendezik meg.
City: 3-5 km-es táv, 20 akadállyal. Ezeket a versenyeket városok központi területein rendezik meg.
Kids: A gyerekfutamokon 4-14 éves gyerekek indulhatnak, korosztályonként különbözőnehézségű és hosszúságú pályákon. Akárcsak a felnőttek, a gyerekek is futva, mászva, ugrálva és lógva jutnak át az akadályokon. A hangsúly a játékosságon, csapatmunkán és sikerélményeken van.

## A Spartan Race-ről szóló könyvek
Joe De Sena, a Spartan Race alapítója három könyvet is írt, amelyek a felkészülésről, a versenyről és annak filozófiájáról szólnak. Ezek magyarul is megjelentek.
- Spártára fel! Megalkuvást nem tűrő útmutató az akadályok leküzdéséhez és életed csúcsteljesítményéhez. Közrem. Jeff O'Connell; ford. Beke Ádám. Budapest: Lábnyom Könyvkiadó. 2015. ISBN 9786158031721
- 30 nap a rajtig – Dönts! Változtasd meg az elméd! Alakítsd át	a tested! Állj készen! Ford. Beke Ádám. Budapest: Lábnyom Könyvkiadó. 2017. ISBN 9786158031783
- A spártai út: élj harcosként! Találd meg a belső irányt! Közrem. Jeff Csatari; ford. Beke Ádám. Budapest: Lábnyom Könyvkiadó. 2018. ISBN 9786158031790

Benkovics Péter életmód-tanácsadó könyve a 60 órás Spartan Agogét mutatja be. A szerző saját tapasztalata alapján mutatja be a kihívás fizikai, szellemi, lelki aspektusait.
- Benkovics Péter: 60 óra küzdelem – Gondolatok az életről egy	extrém kihívás során. Győr: Organikus Egészség Egyesület. 2020. ISBN 9786150088877